# Statalismo
Lo statalismo è la tendenza ad attribuire allo Stato un ruolo molto forte nelle varie attività del Paese, soprattutto nel controllo dell'economia nazionale e nel possesso delle aziende. Il termine è anche usato in senso critico e polemico nei confronti di un'invadenza eccessiva da parte dello Stato in tutti i settori. L'opposizione allo statalismo è genericamente chiamata anti-statalismo. Diversi totalitarismi, come quello sovietico, dell'Italia fascista o della Germania nazista, sono stati spesso descritti come statalisti, così come le varie forme di stato sociale. Il processo nel dare nelle mani dello Stato un'impresa privata viene definito nazionalizzazione o statalizzazione mentre il procedimento opposto è la privatizzazione.
"Statalismo" nel suo significato etimologico significa "il sistema tendente allo Stato". Il termine è formato dal latino statu(m) ("Stato") e tre suffissi: -itas usato per formare nomi; questo dà statu(m) in latino (Stato); suffisso -aris usato per formare aggettivi; dà statalitario; -ismum, un suffisso di formazione tardiva che si riferisce all'idea di appartenenza a un gruppo o a un sistema di pensiero (per designare professioni o opinioni). In quanto "sistema tendente allo Stato", lo Statalismo può essere tradotto in "sistema politico in cui tutti i poteri sono concentrati nello Stato".

## Storia
Tra i precursori filosofici dello statalismo vi sono Thomas Hobbes, Niccolò Machiavelli e Jean-Jacques Rousseau. Anche la concezione del positivismo di Auguste Comte, quella di Georg Wilhelm Friedrich Hegel e di molti hegeliani è statalista. Karl Marx invece aborriva lo Stato, puntando alla sua abolizione. Tuttavia, la fase socialista precedente all'abolizione dello Stato, in cui quest'ultimo controlla l'economia, la dittatura del proletariato, è da molti stata interpretata come statalista.

### In Italia

#### Nazionalizzazioni illuministiche
Una prima ondata di nazionalizzazioni avvenne con la nascita dello stato moderno accentrato nel "secolo dei lumi". Essa riguardò in particolare le poste che fino ad allora erano state date in appalto a privati nella maggioranza degli stati. La statalizzazione delle poste comportò che i mastri di posta e i postiglioni vestissero una divisa, mentre sulle stazioni di posta campeggiava lo stemma del sovrano.
Nel Regno di Sardegna la statalizzazione avvenne con l'editto di Vittorio Amedeo II del 1718 in base al quale le poste sabaude furono gestite direttamente dallo Stato con personale stipendiato. Il testo conteneva anche il primo tariffario dettagliato per le destinazioni postali nazionali ed estere.
Il governo austriaco decise l'incameramento delle Poste del Ducato di Milano, previo indennizzo (detto "redenzione") alla famiglia Serra, che ne aveva l'appalto, per 320 000 fiorini.
Nel 1747 anche le poste interne della Repubblica di Venezia furono nazionalizzate.
Nel 1786 per ordine di Ferdinando III, il servizio postale del Regno di Sicilia fu avocato dallo stato con il nome di Poste di Sicilia ed affidato all'Ispettore Generale delle Poste in Sicilia. In tale occasione furono anche introdotti i timbri postali con l'indicazione del luogo e data di spedizione.

#### Nazionalizzazioni giolittiane
Nell'Italia unita la prima nazionalizzazione avvenne nel 1905: si trattava della statalizzazione delle ferrovie italiane. In quell'anno infatti scadevano le convenzioni per l'esercizio delle ferrovie in favore della Società Italiana per le Strade Ferrate Meridionali (Rete Adriatica), della Società per le Strade Ferrate del Mediterraneo (Rete Mediterranea) e della Società per le strade ferrate della Sicilia (Rete Sicula).  Benché la loro attività si svolgesse in condizioni economicamente vantaggiose, le concessionarie trascuravano la manutenzione e la innovazione, ed inoltre sfruttavano il personale. Pertanto il primo ministro Giovanni Giolitti ritenne opportuna la statizzazione. Il Regio decreto n.259 del 15 giugno 1905  istituiva l'"Amministrazione autonoma delle Ferrovie dello Stato" allo scopo di affidarle la gestione della rete fino ad allora gestita dalle precedenti compagnie.
Il riscatto delle reti delle predette società avvenne il 1º luglio del 1905, con l'entrata in vigore della legge 137 del 22 aprile 1905 sul riordino delle ferrovie detta anche "legge Fortis" dal nome del presidente del consiglio subentrato. Lo Stato assunse quindi la gestione diretta di 10 557 km di linee (di cui 9 868 già di sua proprietà), denominandola rete delle "Ferrovie dello Stato". L'anno dopo, con la confluenza della rete SFM rimasta, l'estensione della Rete di Stato raggiunse i 13 075 km, di cui 1 917 a doppio binario. La struttura dell'amministrazione ferroviaria statale venne definita nel luglio del 1907 per mezzo di apposita legge per l'esercizio da parte dello Stato delle ferrovie non concesse all'industria privata. Rimasero tuttavia numerose compagnie private che esercitavano linee minori.
Nel 1907 vennero a scadere anche le concessioni telefoniche. Anche in questo caso le infrastrutture erano obsolete e le imprese non erano interessate a investire in quanto alla scadenza delle concessioni le reti sarebbero state incamerate dallo stato senza indennizzo. Inoltre, nel 1903 vi era stato uno scandalo dovuto ai conflitti d'interessi che riguardavano i concessionari telefonici, con la nomina di una apposita commissione parlamentare d'inchiesta. In particolare fu oggetto di critiche la Società generale dei Telefoni che dovette cedere la propria rete alla Banca Commerciale Italiana. Vennero perciò nazionalizzate le reti delle due maggiori concessionarie, la Società generale italiana dei telefoni e applicazioni elettriche di Roma, legata alla americana Bell., e la Società Telefonica Alta Italia di Milano, emanazione della Siemens, che furono gestite dal Ministero delle poste e dei telegrafi. Rimanevano tuttavia sessantaquattro piccole concessionarie locali.
L'ultima delle nazionalizzazioni giolittiane fu quella delle assicurazioni sulla vita. 
La legge 305 del 4 aprile 1912, emanata dal quarto governo Giolitti, ordinò la nazionalizzazione delle assicurazioni sulla vita, al fine di finanziare la Cassa per la vecchiaia e invalidità dei lavoratori senza incidere sulle casse dello stato. 
Conseguentemente, nello stesso anno, fu istituito l'INA (Istituto Nazionale delle Assicurazioni), ente pubblico specializzato nel monopolio italiano delle assicurazioni sulla vita, con un decreto del ministro Francesco Saverio Nitti.
Il decreto legge 29 aprile 1923 reintrodusse la concorrenza per le assicurazioni sulla vita, ma insieme impose il sistema delle "cessioni legali", per il quale le compagnie private dovevano riassicurare, almeno parzialmente, il loro portafoglio vita presso l'INA.

#### Nazionalizzazioni fasciste
Negli anni Trenta in seguito alla grande depressione è avvenuto il salvataggio di molte industrie e banche in crisi. Lo Stato, attraverso lo strumento dell'Istituto per la Ricostruzione Industriale, ha portato tali imprese sotto il suo controllo. 
L'Iri nacque come ente temporaneo con lo scopo prettamente di salvataggio delle banche e delle aziende a loro connesse. Il nuovo ente era formato da una "Sezione finanziamenti" e una "Sezione smobilizzi".
Il nuovo istituto assorbì innanzitutto l'Istituto di Liquidazioni, che deteneva i pacchetti di controllo dell'Ansaldo e del Banco di Roma. 
Poi nel 1934 l'IRI stipulò con le tre maggiori banche italiane, Banca Commerciale Italiana, Credito Italiano e Banco di Roma, tre distinte convenzioni con cui gli istituti di credito cedevano all'IRI le proprie partecipazioni industriali e i crediti verso le imprese, in cambio di liquidità, necessaria a proseguire l'attività bancaria. Conseguentemente furono trasferite all'IRI, e poi messe in liquidazione, la Sfi, la Società Elettrofinanziaria e la Sofindit.
La Società Finanziaria Italiana (Sfi) raccoglieva le partecipazioni in società industriali del Credito, mentre le partecipazioni immobiliari e le partecipazioni in aziende di pubblica utilità erano state trasferite alla Società Elettrofinanziaria. Queste due società detenevano anche le quote di controllo dello stesso Credito Italiano.
La Società Finanziaria Industriale Italiana (Sofindit) era stata costituita per custodire le partecipazioni azionarie della Comit nelle industrie, mentre le azioni della Comit erano state conferite ad un'altra società, creata apposta, la Comofin, a sua volta controllata dalla Sofindit. In questo modo lo stato si trovò a gestire banche, industrie, compagnie di navigazione, elettriche e telefoniche.
La gestione di queste imprese pubbliche, tuttavia, ha seguito spesso parametri di convenienza politica e clientelismo elettorale anziché di efficienza manageriale, che erano invece i criteri auspicati da Alberto Beneduce, artefice della creazione dell'IRI e suo primo presidente.

#### Nazionalizzazioni durante il miracolo economico
Nel 1955 erano nuovamente scadute le concessioni telefoniche. Delle cinque concessionarie tre, la STIPEL (Piemonte e Lombardia), la TELVE (Tre Venezie) e la TIMO (Emilia, Marche, Umbria ed Abruzzo) erano controllate dalla STET che apparteneva all'IRI. La TE.TI. (Liguria, Toscana, Lazio e Sardegna) era invece controllata dalla Centrale, la finanziaria delle famiglie Orlando e Pirelli. La SET (Italia Meridionale), infine, era legata al gruppo svedese Ericsson. In virtù della buona gestione delle compagnie telefoniche controllate dalla STET, il presidente di questa, Guglielmo Reiss Romoli ottenne che anche le altre due concessionarie entrassero a far parte del gruppo statale. Perciò il decreto ministeriale 11 dicembre 1957 impose che la TETI e la SET fossero cedute all'IRI. Nel 1958 le due concessionarie passarono alla STET. Nel 1962 fu deliberata la nazionalizzazione delle imprese elettriche e la SIP, come le altre compagnie, ricevette un sostanzioso indennizzo. Così nel 1964 fu organizzata l'operazione di incorporazione nella nuova SIP - Società Italiana per l'Esercizio Telefonico delle cinque concessionarie, in modo che la nuova concessionaria unica potesse utilizzare i fondi dell'indennizzo per effettuare gli investimenti necessari alla modernizzazione della rete telefonica. La modernizzazione consisteva soprattutto nell'introduzione della teleselezione anche per i collegamenti interurbani, processo che fu completato nel 1970.
Nel 1962 furono infine nazionalizzate le imprese elettriche. 
Si trattava di un punto programmatico dell'alleanza politica di centro-sinistra: istituire un ente elettrico nazionale con l'obiettivo di fare dell'energia elettrica uno strumento di sviluppo del paese e di definire una politica nazionale dell'energia elettrica, anche sulla base delle esperienze di altri paesi quali Francia e Gran Bretagna.
Perciò il quarto governo Fanfani assunse l'impegno di proporre entro 3 mesi dalla fiducia un provvedimento di unificazione del sistema elettrico nazionale..
Il 27 novembre 1962 la Camera approvò la legge 6 dicembre 1962, n. 1643 (pubblicata nella Gazzetta Ufficiale il 12 dicembre 1962) sulla nazionalizzazione del sistema elettrico e l'istituzione dell'Enel (Ente Nazionale per l'Energia Elettrica), cui venivano demandate "tutte le attività di produzione, importazione ed esportazione, trasporto, trasformazione, distribuzione e vendita dell'energia elettrica da qualsiasi fonte prodotta". 
In base a ciò l'ENEL acquisì tutte le attività delle aziende operanti nella produzione, trasformazione, trasmissione e distribuzione di energia elettrica, a partire dai maggiori produttori, come la "SIP" - Società Idroelettrica Piemonte, l'"Edison", la "SADE", la SELT-Valdarno, la SRE, la SME.
In definitiva, l'ENEL si trovò ad assorbire le attività di quasi mille aziende elettriche.
Venivano esclusi dal provvedimento solo gli autoproduttori e le aziende municipalizzate, o le piccole aziende che non producevano più di 10 milioni di chilowattora per anno.
A compensazione delle acquisizioni, furono definite le modalità di valutazione del valore delle aziende e venne istituito un indennizzo da corrispondere in 10 anni ai creditori al tasso di interesse del 5,5%.
Molte aziende pubbliche sono state poi privatizzate a partire dagli anni 1990.

## Descrizione

### Concetto
Di solito la statalizzazione avviene attraverso l'intervento statale per aiutare aziende private in crisi, destinate altrimenti a un brusco ridimensionamento o al fallimento. Altre volte lo Stato interviene regolamentando l'economia, che spesso non può essere affidata alle sole leggi di mercato.
Si distingue quindi da: uno statalismo assoluto, uno statalismo parziale in cui vi sono degli spazi di libertà per gli individui - anche se lo Stato controlla molti rami della società in quanto considerato espressione di un patto sociale e conserva il monopolio della forza - e da una statolatria sconfinante sia nell'autoritarismo che nel totalitarismo.

### Pianificazione economica
Il potere dello Stato sull'economia ha raggiunto i suoi massimi nella guerra fredda nei Paesi dell'est europeo con un'economia pianificata.

## Critiche
Mentre la teoria politica ha da tempo messo in discussione la natura e i diritti dello stato, lo scetticismo verso lo statalismo nelle culture occidentali è ampiamente radicato nella filosofia dell'Illuminismo. John Locke influenzò in particolare il pensiero moderno nei suoi scritti pubblicati prima e dopo la Rivoluzione inglese del 1688, in particolare nella Lettera sulla tolleranza (1667), in Due trattati sul governo (1689) e nel Saggio sull'intelletto umano (1690). Nel testo del 1689, stabilì le basi della teoria politica liberale, cioè che i diritti delle persone esistano prima del governo; che lo scopo del governo sia proteggere i diritti personali e di proprietà; che le persone possano sciogliere i governi che non lo fanno; e che il governo rappresentativo sia la forma migliore per proteggere i diritti.
L'anarchismo, nelle sue diverse forme, è storicamente visto come una totale opposizione allo statalismo, lo statalismo è inoltre considerato in forte contrasto rispetto al liberalismo (sebbene nelle sue forme "di sinistra" e liberal venga a volte ritenuto tendente allo statalismo), al libero mercato, al libertarianismo ed alle tesi del monetarismo e della scuola austriaca.